# Tele-entrega

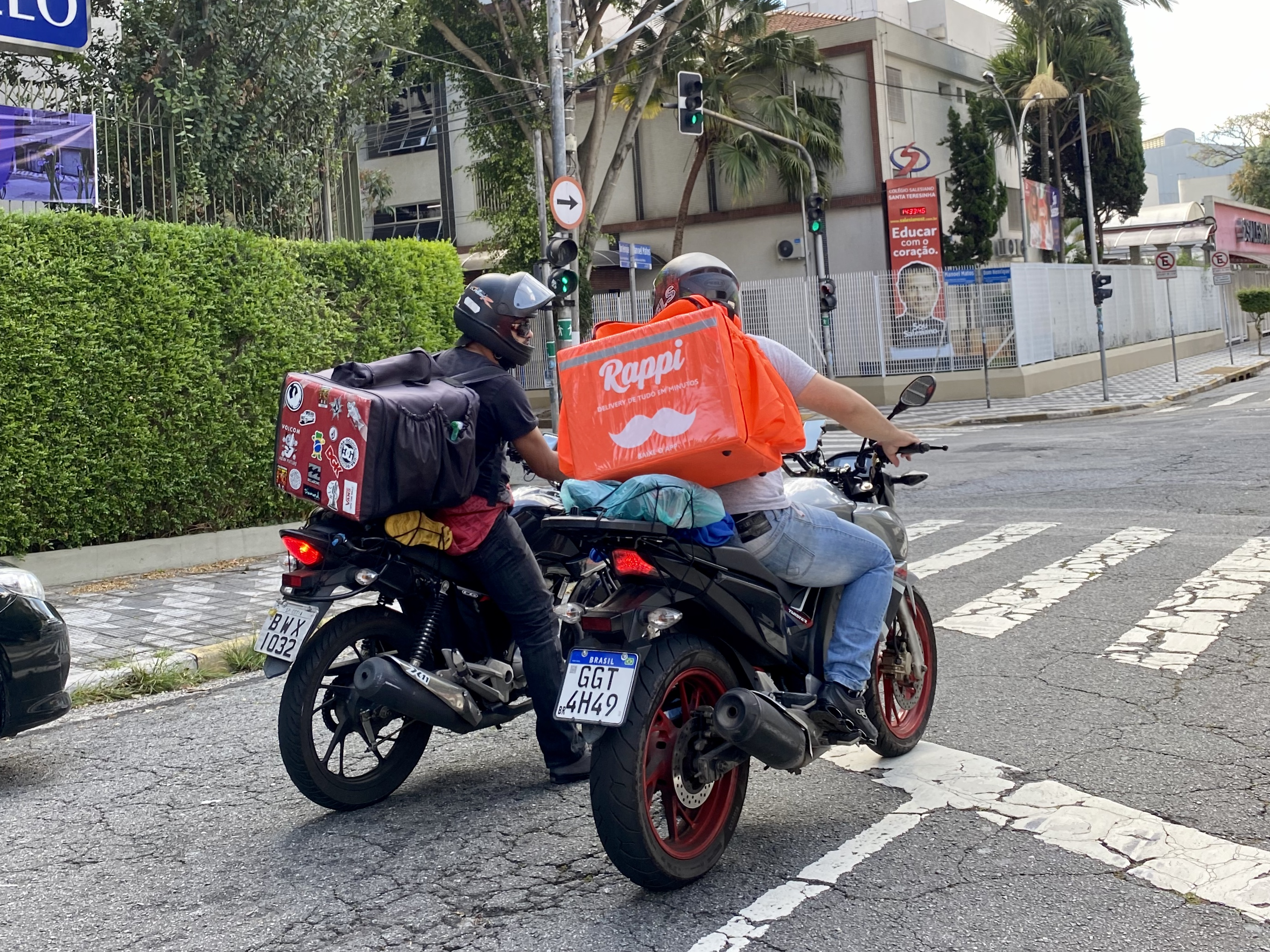
Motoboys realizam serviços de entrega em domicílio na cidade de São Paulo

A entrega em domicílio ou tele-entrega (por vezes grafada "telentrega" e também referida pelo termo em inglês delivery) é o serviço de entrega de materiais, bens, serviços ou produtos a um determinado local (residência, comércio, indústria etc.) pedidos por algum meio de comunicação como telefone ou internet por cliente ou consumidor.
Existem vários modos de se prestar o serviço de "tele-entrega", a saber: ferroviário, rodoviário, marítimo, pipeline e aéreo.
O meio rodoviário é o que revela uma máxima flexibilidade, com diversos tipos de vantagens como: rápido, menores custos, grande cobertura geográfica entre outros.